# 王楠 (棒球運動員)
王楠（1981年10月7日—），中國棒球選手，北京市人，身高192公分、體重83公斤，左投右打，隸屬中國棒球聯賽北京猛虎隊，是中國棒球代表隊近年來的主戰投手。
王楠自1999年便入選國家隊，儘管中國棒球隊在國際賽中表現不佳，但王楠憑藉著高大的身材、怪異的投球姿勢，屢屢在比賽賽中讓對手吃足苦頭，尤其是2005年亞洲棒球錦標賽中，王楠面對韓國隊主投五局滴分未失，是獲勝的最大功臣，該場比賽對中國棒球隊而言，更是劃時代的里程碑。